# La Punta (la Febró)
La Punta és una muntanya de 983 metres al municipi de la Febró, a la comarca catalana del Baix Camp.